# Partia Socjalistów i Demokratów
Partia Socjalistów i Demokratów (Partito dei Socialisti e dei Democratici – PSD) – socjaldemokratyczna partia polityczna z San Marino.
Partia powstała w 2005 roku z połączenia Partii Socjalistycznej i Partii Demokratycznej. Część socjalistycznych działaczy niezgadzających się na fuzję utworzyło nową formację Partito della Sinistra – Zona Franca, ugrupowanie weszło w skład koalicji Zjednoczona Lewica.
W wyborach w 2006 roku zdobyła 31,8% głosów i 20 spośród 60 miejsc w parlamencie i do czerwca 2008 znajdowała się w koalicji rządzącej.